# Líšina
Líšina är en ort i Tjeckien.   Den ligger i regionen Plzeň, i den västra delen av landet, 110 km sydväst om huvudstaden Prag. Líšina ligger 361 meter över havet och antalet invånare är 148.
Terrängen runt Líšina är huvudsakligen platt. Líšina ligger nere i en dal. Runt Líšina är det ganska tätbefolkat, med 104 invånare per kvadratkilometer. Närmaste större samhälle är Stod, 4,0 km norr om Líšina. I omgivningarna runt Líšina växer i huvudsak blandskog.

## Galleri

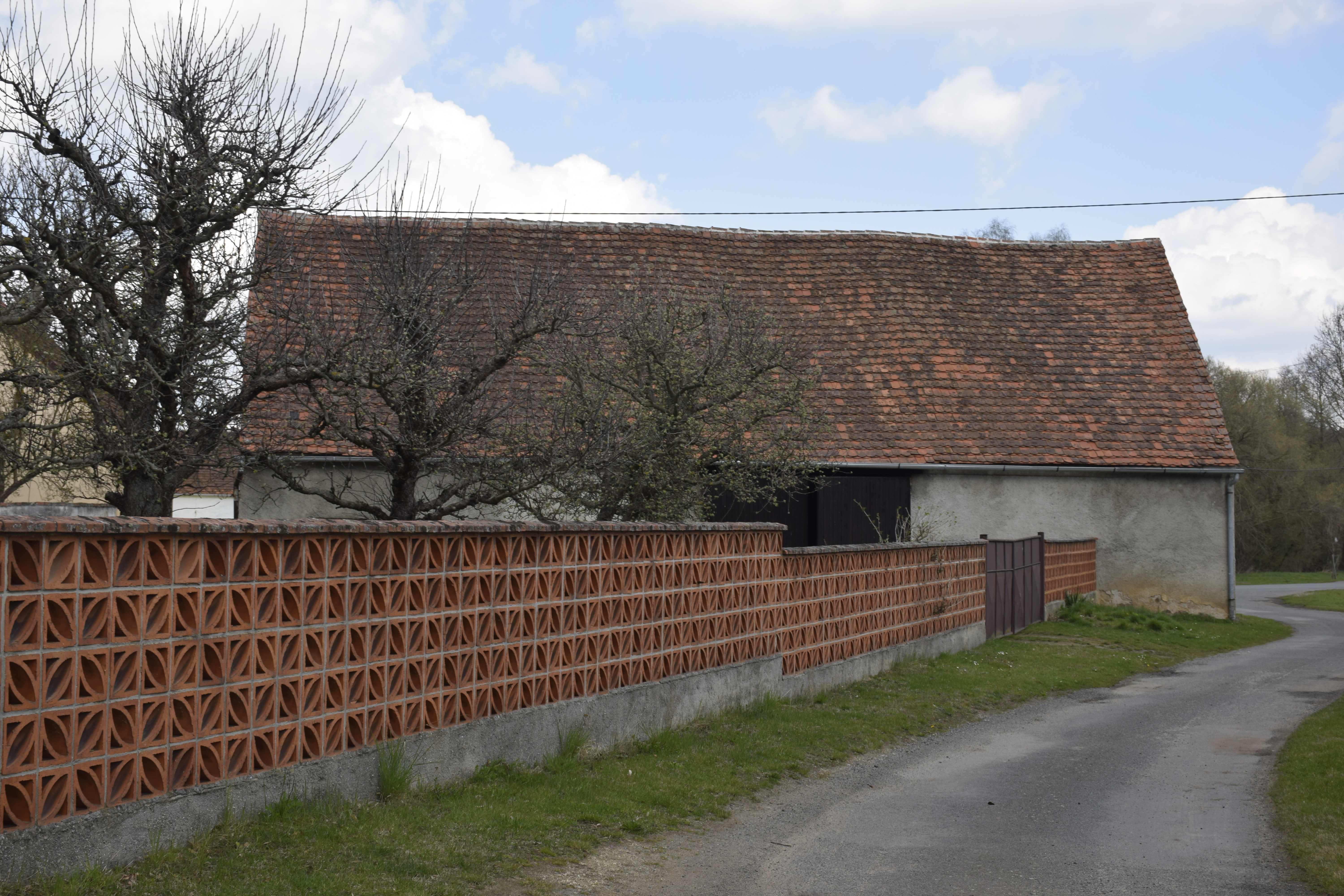
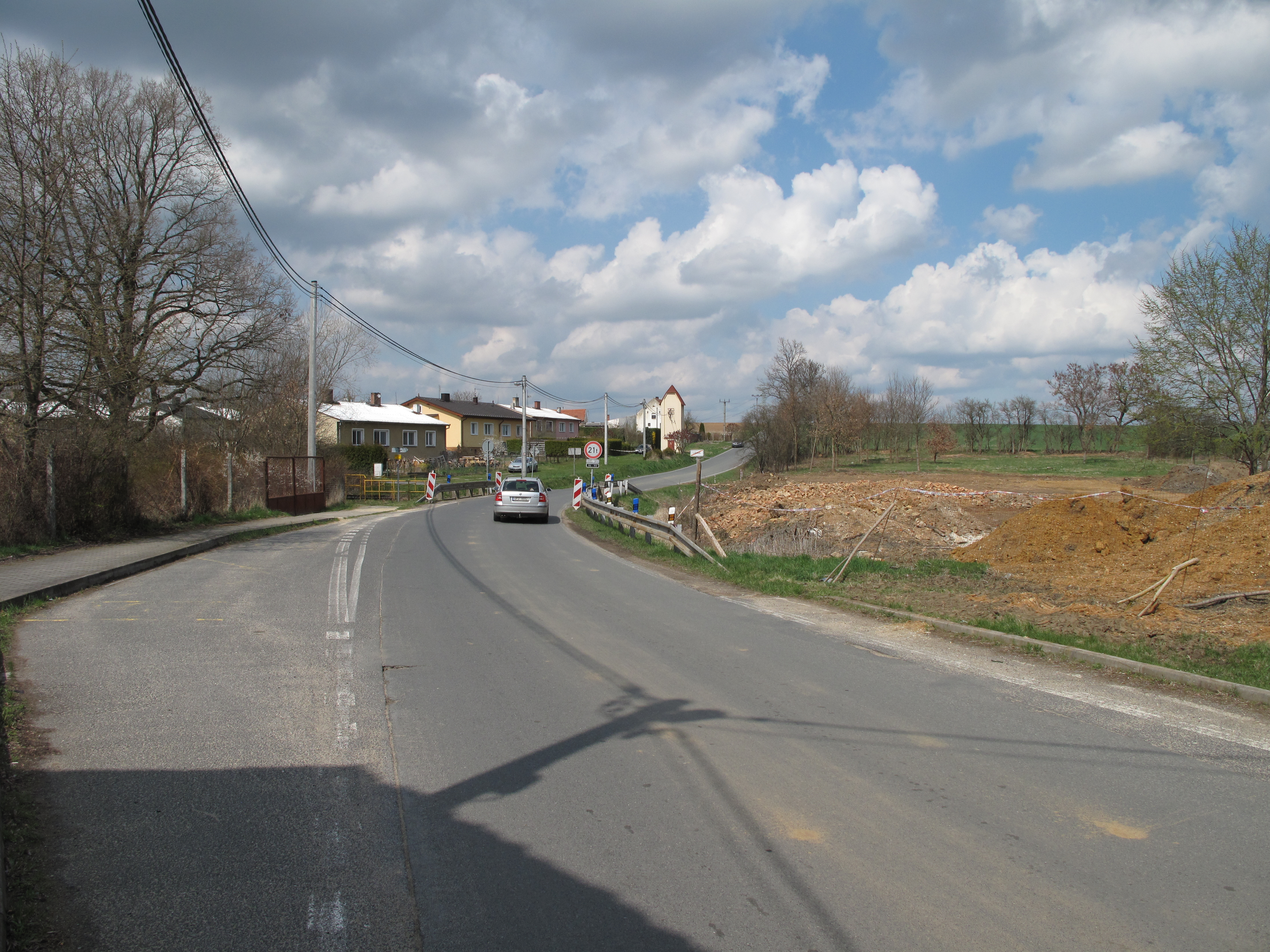
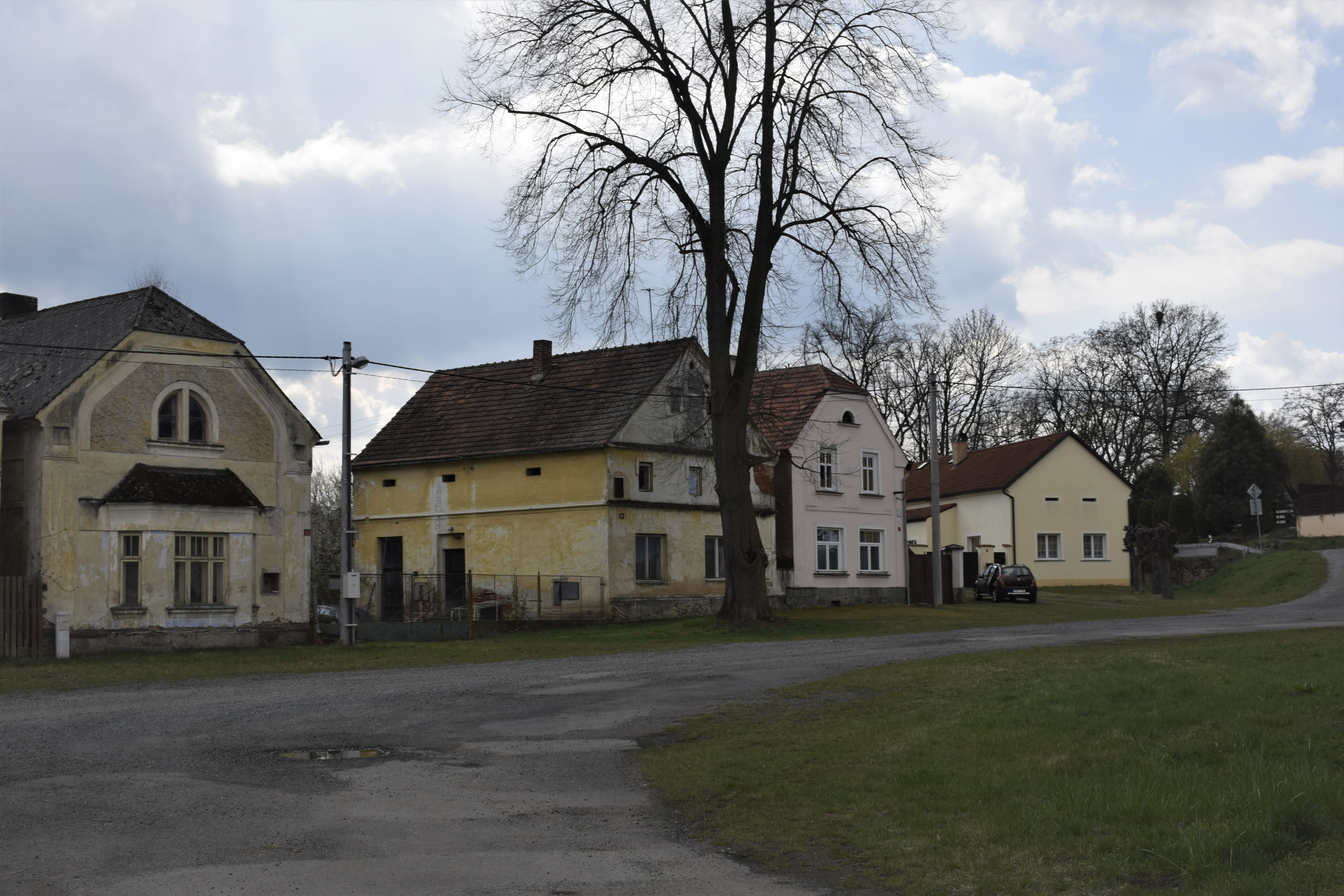